# Emeše
Emeše (madžarsko Emese) je bila po starodavnem madžarskem verovanju hčerka vojvode Őnedbelija Dentumogerskega, žena skitskega plemiča Ügyeka in mati velikega kneza Álmoša. Kot taka je po madžarski zgodovinski mitologiji prednica ogrske dinastije Árpád in posledično vseh Madžarov. Árpádi so bili ustanovitelji Kraljevine Ogrske. Pomanjkanje zanesljivih virov otežuje razlikovati njeno legendarno vlogo od njene vloge zgodovinske osebe.

## Ime
Emese je tudi madžarsko žensko ime. Po mnenju jezikoslovca Dezsőja Paisa  pomeni "mati" ali "dojilja". Emeše v starodavni madžarščini pomeni "mala mati". Beseda izhaja iz ugrofinskega korena *emä, ki pomeni "mati".  

## Legendarna Emeše
Emešine sanje, legenda o spočetju princa Álmoša, so ena najzgodnejših znanih zgodb iz madžarske zgodovine. Legendo se lahko pogojno datira v obdobje med letoma 860 in 870, z gotovostjo pa med leti 820 in 997 v obdobje Álmoševega rojstva in sprejema krščanstva. 
V legendi je Emeše, ženo poglavarja Ögyeka (Ügeka), oplodila ptica Turul. V sanjah se ji je prikazal Turul in ji povedal, da se bo iz njene maternice začela teči velika reka, ki bo tekla čez nenavadne dežele. Po razlagalcih sanj je to pomenilo, da bo rodila sina, ki bo popeljal svoje ljudstvo iz njihove domovine v Levediji, njegovi potomci pa bodo veličastni kralji. Emešin sin se je imenoval Álmoš. Njegovo ime izhaja iz madžarske besede "álom", ki pomeni "sanje", zato se ime "Álmoš" lahko razlaga tudi kot "Zasanjani". 
Legenda ima več različic. Nekatere različice legende so bile morda ustvarjene v 19. stoletju med ponovnim vzponom madžarskega nacionalizma v tistem času.

## Emeše v pisnih virih
Emeše je omenjena v dveh zgodovinskih delih: Gesta Hungarorum (Dejanja Madžarov) in Chronicon Pictum (Ilustrirana kronika). Noben vir ni sodoben zEmeše, saj sta bila oba napisana stoletja po njeni smrti: Gesta okoli leta 1200 in Kronika v 14. stoletju. Obe deli prosto prepletata dejanske zgodovinske dogodke z legendami in viteškimi zgodbami, zato je nemogoče vedeti, ali je Emeše omenjena kot legenda ali kot dejanska zgodovinska osebnost. 
"V 819. letu učlovečenja našega Gospoda je Ügyek, ki je, kot smo rekli zgoraj, iz družine kralja Magoga postal dolgo pozneje najplemenitejši princ Skitije, vzel za ženo v Dentumogerju hčer vojvode Eunedubelianusa, imenovano Emeše, iz katere se je rodil sin, ki je dobil ime Álmoš.  Álmoš se tako imenuje zaradi božanskega dogodka, ker se je njegovi materi v sanjah prikazala božanska vizija v obliki sokola, ki jo je zaplodil in ji dal vedeti, da bo iz njene maternice pritekel hudournik in da bodo iz njenih ledij nastali slavni kralji, a da se ne bodo množili v svoji deželi. Ker se torej sanje madžarsko imenujejo "álom" in je bilo njegovo rojstvo napovedano v sanjah, se je imenoval Álmoš. In tako se menuje Álmoš, to je sveti, ker so bili sveti kralji in vojvode rojeni iz njegovega rodu."
— Anonim: Gesta Hungarorum
"Ügyekov sin Előd je zaplodil sina s hčerko Eunodubilija v skitski deželi, ki mu je bilo ime Álmoš, ker se je v sanjah njegove matere, ko je bila noseča, pojavil ptič v obliki sokola. Iz njene maternice je izviral deroč potok, ki je naraščal, a ne v svoji zemlji, in iz tega je bilo prerokovano, da bodo slavni kralji prišli iz njenih ledij. Ker se sanjam v našem jeziku reče álom, in rojstvo tistega dečka je bilo  napovedane s sanjami, se je imenoval Álmoš [Zaspanko]."
— Marko iz Kalta: Chronicon Pictum

## Avarski zaklad
V avarskem zlatem zakladu iz 7.-9. stoletja, najdenem leta 1799 v Nagyszentmiklósu v Kraljevini Ogrski, zdaj Sânnicolau Mare, Romunija, so predmeti z upodobitvami Emešinih sanj s ptico Turul. Zaklad se zdaja nahaja v Kunsthistorisches Museum na Dunaju.
- Emešine sanje
- Podobna upodobitev na drugem
- in tretjem zlatem predmetu
- Sasanidski srebrn krožnik s podobo orla, ki nese žensko; krožnik je bil najden leta 1934 v Čerdinskem rajonu, Sovjetska zveza, in se zdaj nahaja  V muzeju Ermitaž v  Sankt Peterburgu
- Osrednji prizor s sasanidskega srebrnega krožnika